# Sinoconodon
Il sinoconodonte (gen. Sinoconodon) è stato un antico tetrapode simile a un mammifero, vissuto nel Giurassico inferiore (circa 208 milioni di anni fa). I suoi resti sono stati rinvenuti in Cina.

## Descrizione
Di dimensioni simili a quelle di un piccolo gatto, il sinoconodonte doveva avere un aspetto molto simile a quello degli altri mammaliaformi primitivi, come Morganucodon. Nonostante l'aspetto, questo animale possedeva però caratteristiche uniche per quanto riguarda la crescita corporea e la dentizione. Come i rettili, infatti, sembra che il sinoconodonte sostituisse gran parte dei suoi denti (incisivi, canini e postcanini) varie volte nel corso della sua vita; sembra inoltre che questo animale crescesse continuamente, anche se lentamente, fino alla sua morte, proprio come avviene nei rettili. 
Per queste insolite caratteristiche, il sinoconodonte è generalmente considerato più primitivo degli altri mammaliaformi, compresi i docodonti e i morganucodonti suoi contemporanei. 

## Tassonomia
La specie più nota è Sinoconodon rigneyi.